# Démocratie de propriétaires
 (mars 2021).
 (mars 2021).
La mise en forme du texte ne suit pas les recommandations de Wikipédia : il faut le « wikifier ».
Les points d'amélioration suivants sont les cas les plus fréquents. Le détail des points à revoir est peut-être précisé sur la page de discussion.
- Les titres sont pré-formatés par le logiciel. Ils ne sont ni en capitales, ni en gras.
- Le texte ne doit pas être écrit en capitales (les noms de famille non plus), ni en gras, ni en italique, ni en « petit »…
- Le gras n'est utilisé que pour surligner le titre de l'article dans l'introduction, une seule fois.
- L'italique est rarement utilisé : mots en langue étrangère, titres d'œuvres, noms de bateaux, etc.
- Les citations ne sont pas en italique mais en corps de texte normal. Elles sont entourées par des guillemets français : « et ».
- Les listes à puces sont à éviter, des paragraphes rédigés étant largement préférés. Les tableaux sont à réserver à la présentation de données structurées (résultats, etc.).
- Les appels de note de bas de page (petits chiffres en exposant, introduits par l'outil «  Source ») sont à placer entre la fin de phrase et le point final[comme ça].
- Les liens internes (vers d'autres articles de Wikipédia) sont à choisir avec parcimonie. Créez des liens vers des articles approfondissant le sujet. Les termes génériques sans rapport avec le sujet sont à éviter, ainsi que les répétitions de liens vers un même terme.
- Les liens externes sont à placer uniquement dans une section « Liens externes », à la fin de l'article. Ces liens sont à choisir avec parcimonie suivant les règles définies. Si un lien sert de source à l'article, son insertion dans le texte est à faire par les notes de bas de page.
- La présentation des références doit suivre les conventions bibliographiques. Il est recommandé d'utiliser les modèles {{Ouvrage}}, {{Chapitre}}, {{Article}}, {{Lien web}} et/ou {{Bibliographie}}. Le mode d'édition visuel peut mettre en forme automatiquement les références.
- Insérer une infobox (cadre d'informations à droite) n'est pas obligatoire pour parachever la mise en page.

Pour une aide détaillée, merci de consulter Aide:Wikification.
Si vous pensez que ces points ont été résolus, vous pouvez retirer ce bandeau et améliorer la mise en forme d'un autre article.
 (mars 2021).
Une démocratie de propriétaires est une organisation sociale dans laquelle les institutions de l'État permettent une distribution équitable de la propriété privée parmi la population, plutôt que la laisser entre les mains de monopoles. Cela, dans l'optique de permettre à tous les individus une participation juste et égale au marché, et ainsi, un pouvoir politique plus égal, tout en maintenant un potentiel de progrès économique.  
La démocratie de propriétaires est également pensée pour répondre à certaines limites de l'État-providence. Cette forme d'organisation sociale a été popularisée par John Rawls; il la considère comme le système le plus juste parmi quatre autres systèmes concurrents : l'État-providence, le capitalisme de laissez-faire, le socialisme d'État, et le socialisme libéral. Des mesures caractérisant un tel système pourraient être, par exemple, l'imposition forte de l'héritage ou l'accès à l'éducation pour tous.

## Étymologie et histoire
Utilisé pour la première fois en 1920 par le député britannique Noel Skelton, le terme voulait unir le concept de propriété et de démocratie. Il est pensé à cette époque comme une réponse conservatrice aux idées de gauche. Il signifiait la nécessité de protéger la propriété privée de la démocratie.
L'utilisation de «démocratie de propriétaires» a été admise dans le lexique du conservatisme britannique avant d'être conceptualisée par l'économiste britannique James Meade. En partant du modèle de Skelton, James Meade veut montrer que pour atteindre cette société, il est nécessaire que la propriété soit diffusée dans toute la population.
Rawls emprunta le terme à Meade dans son texte fondateur, Théorie de la justice (1971). Cela a diffusé ces idées dans le discours politique.